# 戶田公園站
戶田公園站（日语：／ Toda-kōen eki */?）是一個位於埼玉縣戶田市本町四丁目，屬於東日本旅客鐵道（JR東日本）的鐵路車站。車站編號是JA 18。
停靠此站的路線在軌道名稱上是東北本線（別線），運行系統上是埼京線。埼京線自此站起往大宮方向屬大宮支社管轄。

## 車站構造

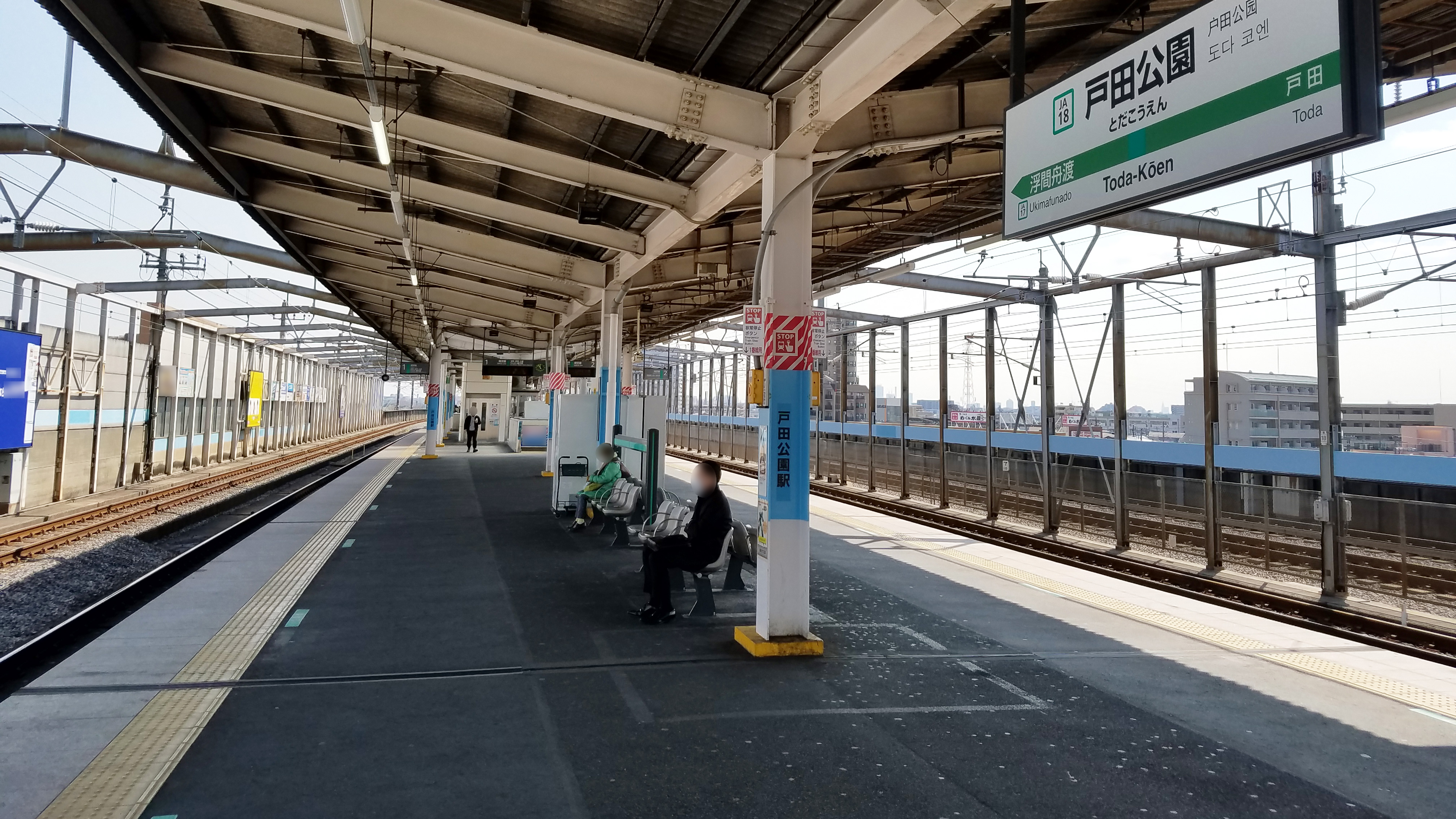
車站月台

本站是一個高架車站，車站剪票口位於一樓，而月台則在二樓。車站出口則有兩個，分別是東北方向的東口和西南方向的西口。
月台採島式1面2線設計。月台的線路其實屬副正線，而外側供上下行通勤快速列車超越在本站待避的普通或快速列車的線路才是正線。按時間表的設定，使用正線的列車不多，主要是通勤快速列車和回送列車。
由於列車從正線進入月台線路必須通過道岔，而列車自動控制系統（ATC）設定停靠本站列車必須減速到時速25公里以下，通過道岔後才重新加速，所以進入月台時車廂會有猛烈搖晃的情況。同線的南與野站也有同樣的情況。

### 月台配置
| 月台 | 路線   | 方向 | 目的地                       |
| ---- | ------ | ---- | ---------------------------- |
| 1    | 埼京線 | 南行 | 池袋、新宿、大崎、臨海線方向 |
| 2    | 埼京線 | 北行 | 武藏浦和、大宮、川越方向     |

（來源：JR東日本:車站構內圖 （页面存档备份，存于））

#### 車站顏色
1985年（昭和60年）9月30日開業的埼京線各站（全部10個車站）都有設定車站顏色，轉移到JR也繼續沿用。此的站顏色是湖水藍色。

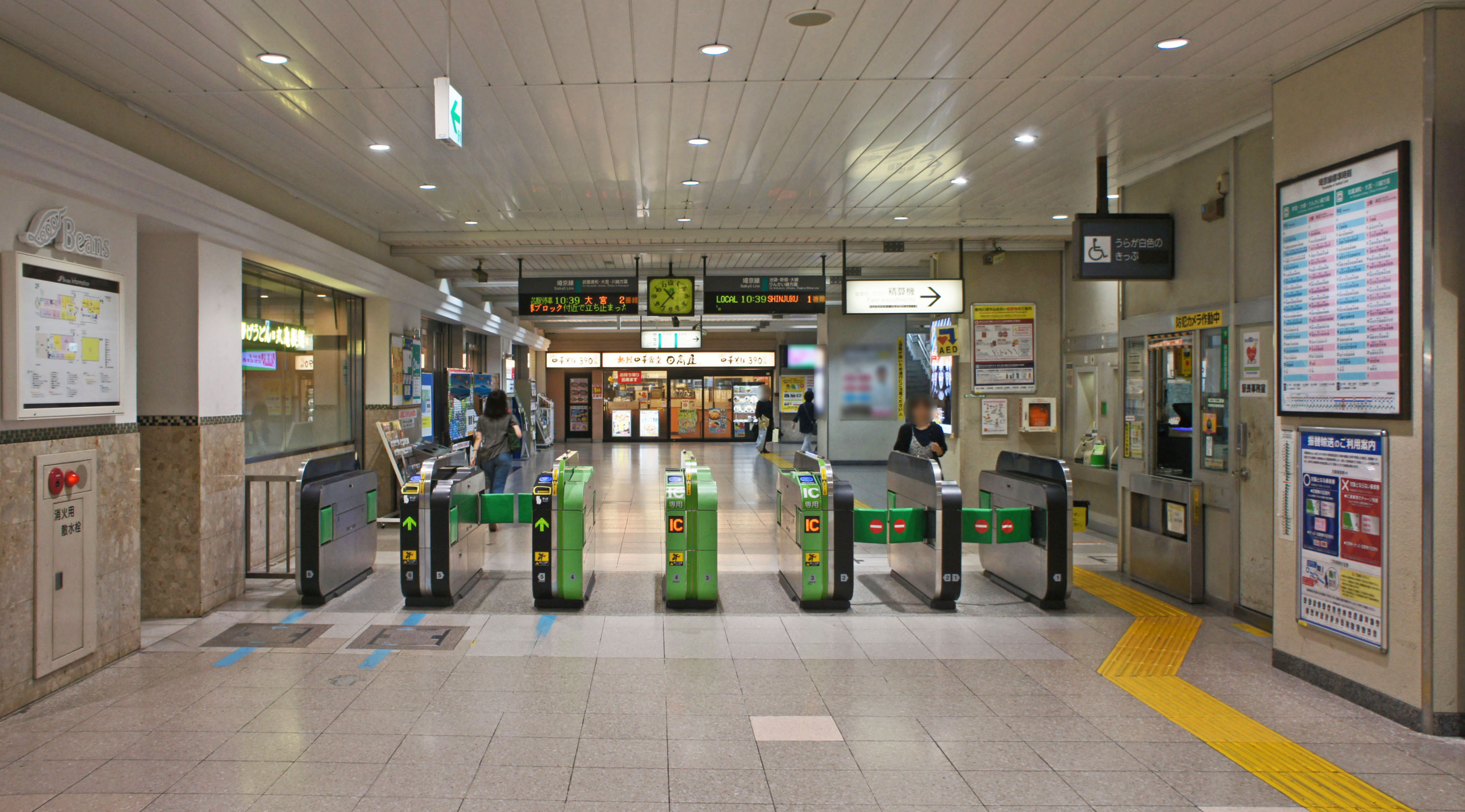
閘口（2019年9月）
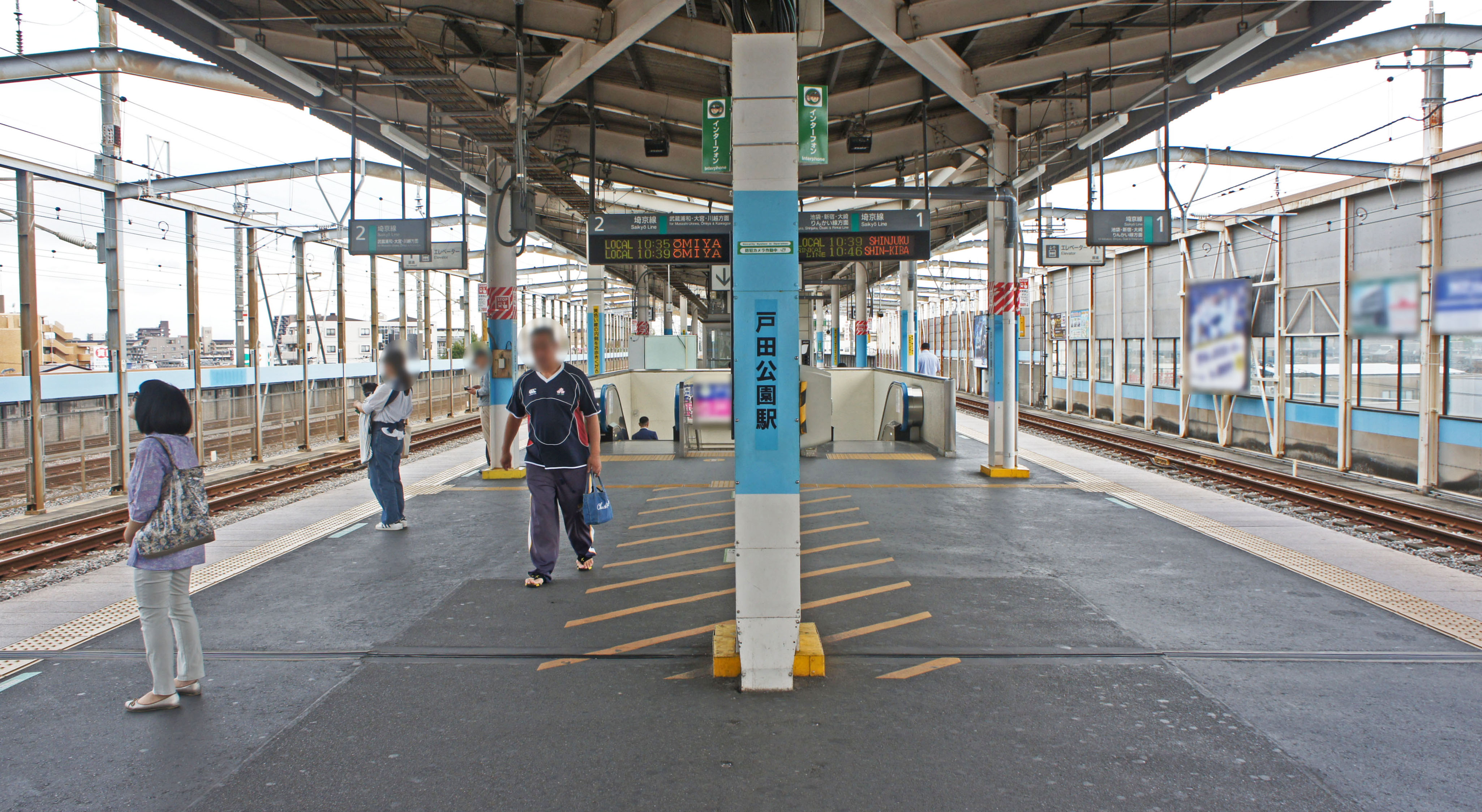
月台（2019年9月）

## 使用情況
2019年（令和元年）度1日平均上車人次為34,478人。JR東日本全體第126位。
近年的1日平均上車人次的推移如下表。
| 年度               | 1日平均上車人次 | 1日平均上車人次 | 1日平均上車人次 | 來源              |
| 年度               | 定期外          | 定期            | 合計            | 來源              |
| ------------------ | --------------- | --------------- | --------------- | ----------------- |
| 1985年（昭和60年） |                 |                 | 6,362           |                   |
| 1986年（昭和61年） |                 |                 | 9,755           |                   |
| 1987年（昭和62年） |                 |                 | 11,406          |                   |
| 1988年（昭和63年） |                 |                 | 13,582          |                   |
| 1989年（平成元年） |                 |                 | 14,918          |                   |
| 1990年（平成02年） |                 |                 | 16,424          |                   |
| 1991年（平成03年） |                 |                 | 17,982          |                   |
| 1992年（平成04年） |                 |                 | 19,273          |                   |
| 1993年（平成05年） |                 |                 | 19,916          |                   |
| 1994年（平成06年） |                 |                 | 20,276          |                   |
| 1995年（平成07年） |                 |                 | 21,167          |                   |
| 1996年（平成08年） |                 |                 | 22,042          |                   |
| 1997年（平成09年） | 7,910           | 14,625          | 22,535          |                   |
| 1998年（平成10年） | 7,864           | 15,002          | 22,866          |                   |
| 1999年（平成11年） | 7,943           | 15,135          | 23,078          | [ 埼玉県統計 1 ]  |
| 2000年（平成12年） | 8,022           | 15,747          | 23,769          | [ 埼玉県統計 2 ]  |
| 2001年（平成13年） | 8,468           | 16,431          | 24,900          | [ 埼玉県統計 3 ]  |
| 2002年（平成14年） | 8,555           | 17,084          | 25,639          | [ 埼玉県統計 4 ]  |
| 2003年（平成15年） | 8,900           | 17,643          | 26,543          | [ 埼玉県統計 5 ]  |
| 2004年（平成16年） | 9,073           | 18,316          | 27,389          | [ 埼玉県統計 6 ]  |
| 2005年（平成17年） | 9,025           | 18,742          | 27,767          | [ 埼玉県統計 7 ]  |
| 2006年（平成18年） | 9,096           | 19,054          | 28,150          | [ 埼玉県統計 8 ]  |
| 2007年（平成19年） | 9,209           | 19,676          | 28,886          | [ 埼玉県統計 9 ]  |
| 2008年（平成20年） | 9,151           | 19,763          | 28,914          | [ 埼玉県統計 10 ] |
| 2009年（平成21年） | 9,033           | 20,033          | 29,067          | [ 埼玉県統計 11 ] |
| 2010年（平成22年） | 8,910           | 20,426          | 29,336          | [ 埼玉県統計 12 ] |
| 2011年（平成23年） | 9,059           | 20,691          | 29,750          | [ 埼玉県統計 13 ] |
| 2012年（平成24年） | 9,231           | 21,580          | 30,811          | [ 埼玉県統計 14 ] |
| 2013年（平成25年） | 9,537           | 22,468          | 32,005          | [ 埼玉県統計 15 ] |
| 2014年（平成26年） | 9,632           | 22,376          | 32,008          | [ 埼玉県統計 16 ] |
| 2015年（平成27年） | 9,980           | 23,446          | 33,427          | [ 埼玉県統計 17 ] |
| 2016年（平成28年） | 10,128          | 24,001          | 34,129          | [ 埼玉県統計 18 ] |
| 2017年（平成29年） | 10,221          | 24,443          | 34,665          | [ 埼玉県統計 19 ] |
| 2018年（平成30年） | 10,260          | 24,684          | 34,944          | [ 埼玉県統計 20 ] |
| 2019年（令和元年） | 9,860           | 24,617          | 34,478          |                   |

備考
1. ↑  1985年9月30日開業。開業日から翌年3月31日までの計183日間を集計したデータ。

## 車站周邊
- 埼玉縣立戶田公園
- 戶田賽艇場
- 戶田漕艇場
- 戶田綜合運動公園
- 戶田公園住宅展示場
- 國道17號（中山道）
- 埼玉縣道68號練馬川口線

### 巴士路線
所有路線均由國際興業巴士營運。
- 東口
  - 蕨55：往蕨站西口
- 西口
  - 川52：往川口站西口
  - 戶52、川52：往下笹目行
  - 戶100：往戶田賽艇場　※只於賽艇日服務
  - 戶田市方便巴士『toco』
    - 東循環：戶田市役所、喜澤記念會館、川岸二丁目方面
    - 西循環：戶田站、戶田翔陽高校、下笹目方面
    - 南西循環：縣營戶田公園、戶田公園大橋、下笹目方面

  - 赤72：赤羽站西口→北赤羽站入口→浮間舟渡站→戶田橋→戶田公園站（只有平日深夜一班）

## 歷史
- 1985年（昭和60年）9月30日－本站開業。
- 1987年（昭和62年）4月1日－國鐵分割民營化，本站由JR東日本接手管理。
- 2001年（平成13年）11月18日－智能卡系統Suica正式投入服務。
- 2007年（平成19年）8月1日－上行線的發車鈴聲變更為戶田市歌──「啊！我們的戶田市」。

## 相鄰車站
東日本旅客鐵道
 埼京線
■通勤快速
通過
■快速
赤羽（JA 15）－戶田公園（JA 18）－武藏浦和（JA 21）
■各站停車
浮間舟渡（JA 17）－戶田公園（JA 18）－戶田（JA 19）

### 使用情況
JR1日平均使用人數
JR東日本2000年度以後上車人次
1. ↑  各駅の乗車人員（2000年度） （页面存档备份，存于） - JR東日本
2. ↑  各駅の乗車人員（2001年度） （页面存档备份，存于） - JR東日本
3. ↑  各駅の乗車人員（2002年度） （页面存档备份，存于） - JR東日本
4. ↑  各駅の乗車人員（2003年度） （页面存档备份，存于） - JR東日本
5. ↑  各駅の乗車人員（2004年度） （页面存档备份，存于） - JR東日本
6. ↑  各駅の乗車人員（2005年度） （页面存档备份，存于） - JR東日本
7. ↑  各駅の乗車人員（2006年度） （页面存档备份，存于） - JR東日本
8. ↑  各駅の乗車人員（2007年度） （页面存档备份，存于） - JR東日本
9. ↑  各駅の乗車人員（2008年度） （页面存档备份，存于） - JR東日本
10. ↑  各駅の乗車人員（2009年度） （页面存档备份，存于） - JR東日本
11. ↑  各駅の乗車人員（2010年度） （页面存档备份，存于） - JR東日本
12. ↑  各駅の乗車人員（2011年度） （页面存档备份，存于） - JR東日本
13. 1 2 3  各駅の乗車人員（2012年度） （页面存档备份，存于） - JR東日本
14. 1 2 3  各駅の乗車人員（2013年度） （页面存档备份，存于） - JR東日本
15. 1 2 3  各駅の乗車人員（2014年度） （页面存档备份，存于） - JR東日本
16. 1 2 3  各駅の乗車人員（2015年度） （页面存档备份，存于） - JR東日本
17. 1 2 3  各駅の乗車人員（2016年度） （页面存档备份，存于） - JR東日本
18. 1 2 3  各駅の乗車人員（2017年度） （页面存档备份，存于） - JR東日本
19. 1 2 3  各駅の乗車人員（2018年度） （页面存档备份，存于） - JR東日本
20. 1 2 3  各駅の乗車人員（2019年度） （页面存档备份，存于） - JR東日本

JR統計資料
1. ↑  埼玉県統計年鑑 （页面存档备份，存于） - 埼玉県
2. ↑  統計とだ （页面存档备份，存于） - 戸田市

埼玉縣統計年鑑
1. ↑  .   [2020-07-29]. （原始内容存档于2020-02-02）.
2. ↑  .   [2020-07-29]. （原始内容存档于2020-02-02）.
3. ↑  .   [2020-07-29]. （原始内容存档于2020-02-02）.
4. ↑  .   [2020-07-29]. （原始内容存档于2020-02-02）.
5. ↑  .   [2020-07-29]. （原始内容存档于2020-02-02）.
6. ↑  .   [2020-07-29]. （原始内容存档于2020-02-02）.
7. ↑  .   [2020-07-29]. （原始内容存档于2020-02-02）.
8. ↑  .   [2020-07-29]. （原始内容存档于2020-02-02）.
9. ↑  .   [2020-07-29]. （原始内容存档于2020-02-02）.
10. ↑  .   [2020-07-29]. （原始内容存档于2020-02-02）.
11. ↑  .   [2020-07-29]. （原始内容存档于2020-02-02）.
12. ↑  .   [2020-07-29]. （原始内容存档于2020-02-02）.
13. ↑  .   [2020-07-29]. （原始内容存档于2020-02-02）.
14. ↑  .   [2020-07-29]. （原始内容存档于2020-02-02）.
15. ↑  .   [2020-07-29]. （原始内容存档于2020-02-02）.
16. ↑  .   [2020-07-29]. （原始内容存档于2020-02-02）.
17. ↑  .   [2020-07-29]. （原始内容存档于2020-02-02）.
18. ↑  .   [2020-07-29]. （原始内容存档于2020-02-02）.
19. ↑  .   [2020-07-29]. （原始内容存档于2020-02-02）.
20. ↑  .   [2020-07-29]. （原始内容存档于2020-03-18）.

## 外部連結
- 車站資訊（戶田公園）：東日本旅客鐵道

35°48′28.7352″N 139°40′40.9836″E / 35.807982000°N 139.678051000°E